# Clara (italienische Sängerin)

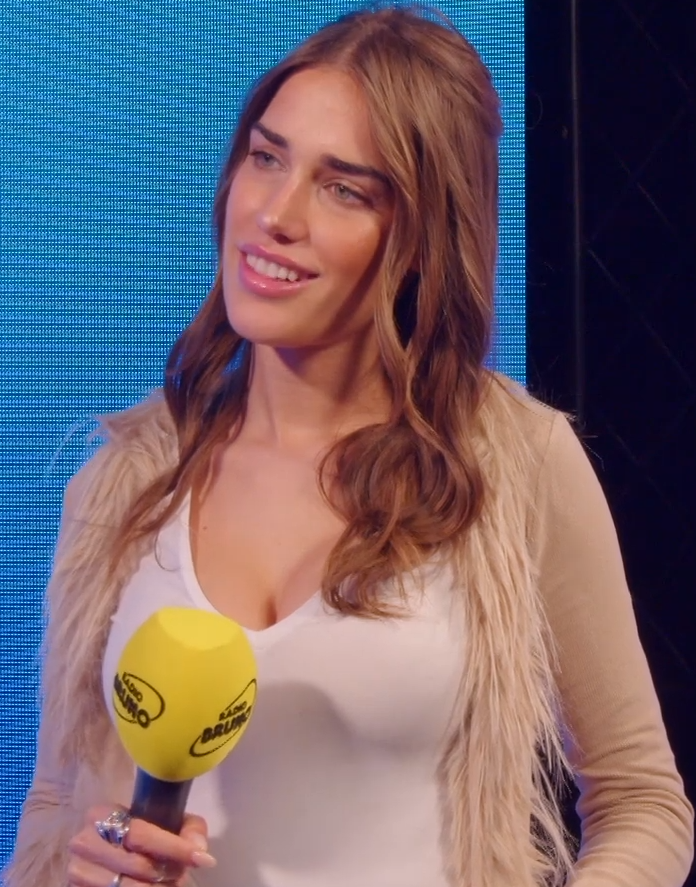
Clara (2025)

Clara (* 25. Oktober 1999 als Clara Soccini in Varese) ist eine italienische Popsängerin und Schauspielerin.

## Karriere
Clara wuchs in Travedona-Monate auf und hatte während ihrer Schulzeit Klavier- und Gesangsstunden. Ihre Leidenschaft für die Musik entdeckte sie erst richtig während des ersten Lockdowns aufgrund der COVID-19-Pandemie 2020. Sie begann, selbst Musik zu veröffentlichen. In der dritten Staffel der populären Fernsehserie Mare fuori übernahm sie 2023 die Rolle der Giulia. Für den Soundtrack der Serie nahm sie gemeinsam mit Matteo Paolillo und Lolloflow das Lied Origami all’alba auf, das in Italien ein großer Erfolg wurde. Anschließend unterschrieb Clara einen Plattenvertrag mit Warner. Zusammen mit dem Rapper Mr. Rain veröffentlichte sie das Lied Un milione di notti, das erneut die Charts erreichte. Ende des Jahres war gewann sie mit Boulevard den Wettbewerb Sanremo Giovani und qualifizierte sich damit für das Sanremo-Festival 2024, bei dem sie mit Diamanti grezzi den 24. Platz erreichte.
Am Sanremo-Festival 2025 nimmt sie mit dem Beitrag Febbre teil.

## Diskografie

### Alben
| Jahr | Titel | Höchstplatzierung, Gesamtwochen, AuszeichnungChartsChartplatzierungen (Jahr, Titel, Platzierungen, Wochen, Auszeichnungen, Anmerkungen) | Anmerkungen                                               |
| Jahr | Titel | IT | Anmerkungen                                               |
| ---- | ----- | --- | --------------------------------------------------------- |
| 2024 | Primo | IT6 Gold · (25 Wo.)IT | Erstveröffentlichung: 16. Februar 2024 Verkäufe: + 25.000 |

### Singles (Auswahl)
| Jahr | Titel Album            | Höchstplatzierung, Gesamtwochen, AuszeichnungChartsChartplatzierungen (Jahr, Titel, Album, Platzierungen, Wochen, Auszeichnungen, Anmerkungen) | Anmerkungen                                                                                           |
| Jahr | Titel Album            | IT | Anmerkungen                                                                                           |
| --- | ---------------------- | --- | --- |
| 2023 | Origami all’alba Primo | IT4 ×3Dreifachplatin · (37 Wo.)IT | Erstveröffentlichung: 24. Februar 2023 Matteo Paolillo – Icaro, Lolloflow & Clara Verkäufe: + 300.000 |
| 2023 | Un milione di notti –  | IT17 Platin · (19 Wo.)IT | Erstveröffentlichung: 20. Oktober 2023 mit Mr. Rain Verkäufe: + 100.000                               |
| 2024 | Diamanti grezzi Primo  | IT12 Platin · (17 Wo.)IT | Erstveröffentlichung: 7. Februar 2024 Beitrag zum Sanremo-Festival 2024 Verkäufe: + 100.000           |
| 2024 | Ghetto Love –          | IT43 Gold · (14 Wo.)IT | Erstveröffentlichung: 31. Mai 2024 Icy Subzero feat. Clara Verkäufe: + 100.000                        |
| 2024 | Nero gotico –          | IT83 (3 Wo.)IT | Erstveröffentlichung: 13. September 2024                                                              |
| 2025 | Febbre –               | IT23 (7 Wo.)IT | Erstveröffentlichung: 12. Februar 2025 Beitrag zum Sanremo-Festival 2025                              |
| 2025 | Scelte stupide –       | IT13 (… Wo.)IT | Erstveröffentlichung: 2. Mai 2025 mit Fedez                                                           |
| Folgende Lieder erschienen nicht als Single, wurden aber durch das Album zum Download und Streaming bereitgestellt und konnten somit eine Platzierung erlangen: |                        | | |
| |                        | | |
| 2024 | Ragazzi fuori Primo    | IT39 Gold · (8 Wo.)IT | Verkäufe: + 100.000                                                                                   |

## Filmografie
- 2023: Mare Fuori – Zelle mit Aussicht (Mare fuori) (Fernsehserie, 4 Episoden)

## Belege
1. ↑  Clara: età, ruolo in Mare Fuori, carriera e vita privata: chi è la big a Sanremo 2024 con Diamanti Grezzi. In: Il Messaggero. 6. Februar 2024, abgerufen am 6. Februar 2024 (italienisch).
2. ↑  Ilaria Costabile: Chi è Clara Soccini, Crazy J in Mare Fuori: il successo e il disco di platino per Origami all’alba. In: Fanpage.it. 14. April 2023, abgerufen am 19. Dezember 2023 (italienisch).
3. ↑  Clara entra nel roster di Warner Music Italia. In: Rockol.it. 6. April 2023, abgerufen am 19. Dezember 2023 (italienisch).
4. ↑  Archivio classifiche Top Singoli. FIMI, abgerufen am 27. August 2024 (italienisch).
5. 1 2 3 4 5 6  Certificazioni. FIMI, abgerufen am 27. August 2024 (italienisch).
6. ↑  Archivio classifiche Top Singoli. FIMI, abgerufen am 27. August 2024 (italienisch).

| Personendaten    | Personendaten                               |
| ---------------- | ------------------------------------------- |
| NAME             | Clara                                       |
| ALTERNATIVNAMEN  | Soccini, Clara (Geburtsname)                |
| KURZBESCHREIBUNG | italienische Popsängerin und Schauspielerin |
| GEBURTSDATUM     | 25. Oktober 1999                            |
| GEBURTSORT       | Varese                                      |